# Гюнтер Зайферт
Гюнтер Зайферт (на германски Günther Seiffert) е бивш пилот от Формула 1.
Роден на 18 октомври 1937 година в Олденбург, Германия.

## Формула 1
Гюнтер Зайферт прави своя дебют във Формула 1 в голямата награда на Германия през 1962 година. В световния шампионат записва 1 състезания, като не успява да спечели точки. Състезава се с частен Лотус.